# Tige de selle

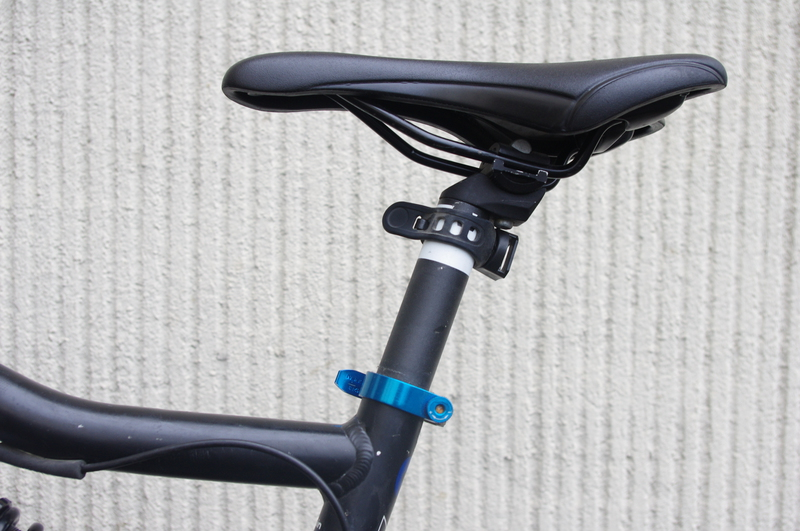
tige de selle

La tige de selle est la pièce d'une bicyclette qui supporte la selle. Cette pièce coulisse dans le tube vertical du cadre - appelé tube de selle, permettant un réglage en hauteur de la selle selon la taille du cycliste (et selon sa position de conduite). Comme pour tous les éléments du cadre, les tubes de selles sont le plus souvent en acier ou en aluminium, des matériaux comme le titane ou les composites de carbone pouvant se rencontrer en très haut de gamme.
La tige de selle se termine par un charriot, sur lequel vient se placer la selle. Les rails de la selle sont maintenus par un système de fixation, différent suivant les marques : un système de pince la maintient en place, et permet en la faisant coulisser d'avant en arrière, de régler la position du cycliste. La selle peut également être basculée pour l'adapter à la morphologie et à la position du cycliste : en partant d'un alignement sur un plan horizontal, on peut choisir de relever ou de baisser légèrement le bec de la selle pour assurer le confort et l'efficacité sur le vélo. 
Le charriot peut être droit (c'est-à-dire, aligné sur la tige de selle) ou décalé vers l'arrière pour permettre plus de recul dans la position. 